# Commander – Europe at War
Commander – Europe at War (CEaW) là một game thuộc thể loại chiến lược theo lượt lấy bối cảnh Thế chiến II. Trò chơi do hãng Slitherine Software và Firepower Entertainment đồng phát triển, và cho phép game thủ chơi cả phe Trục lẫn Đồng Minh. Commander có tới sáu phần chơi kịch bản, 50 phát minh từ năm nhánh công nghệ, và 12 lớp đơn vị khác nhau. Một bản chuyển thể cho Mac OS X được sản xuất bởi Freeverse.